# Хшонстув
Хшонстув (пол. Chrząstów) — село в Польщі, у гміні Мелець Мелецького повіту Підкарпатського воєводства.
Населення — 692 особи (2011).
У 1975-1998 роках село належало до Ряшівського воєводства.

## Демографія
Демографічна структура станом на 31 березня 2011 року:
|          | Загалом | Допрацездатний вік | Працездатний вік | Постпрацездатний вік |
| -------- | ------- | ------------------ | ---------------- | -------------------- |
| Чоловіки | 349     | 73                 | 237              | 39                   |
| Жінки    | 343     | 61                 | 200              | 82                   |
| Разом    | 692     | 134                | 437              | 121                  |